# Xenaleyrodes timonii
Xenaleyrodes timonii là một loài côn trùng cánh nửa trong họ Aleyrodidae, phân họ Aleyrodinae.
Xenaleyrodes timonii được Martin miêu tả khoa học đầu tiên năm 1985.